# Get Rich or Die Tryin' (album)
Get Rich or Die Tryin' is het debuutalbum van Amerikaanse rapper 50 Cent, dat in februari 2003 uitkwam. Het werd door Dr. Dre en Eminem geproduceerd. De cd verkocht zes miljoen platen in de Verenigde Staten en 11 miljoen wereldwijd.

## Achtergrond
Na de deal met Shady/Aftermath van respectievelijk Eminem en Dr. Dre, zette de track "Wanksta" 50 Cent op de kaart in de hip-hop, die als 2e single van de soundtrack van Eminems filmdebuut '8 Mile' werd uitgebracht. Daarna dook 50 met Dr. Dre en Eminem de studio in, en zette in ongeveer drie weken een album in elkaar. Het album werd gepland op 11 februari 2003, maar werd later naar 6 februari verplaatst vanwege het uitlekken van het album op internet.
Get Rich or Die Tryin' begint met een intro, daarna 15 tracks en 3 bonustracks. De eerste helft van het album is voor een groot deel geproduceerd door Dr. Dre, waaronder de singles "In da Club" en "If I Can't". De tweede helft kent verschillende producers, zoals Eminem, D12 lid Kon Artis en G-Unit Records manager en producer Sha Money XL. Het laatste stuk van het album bestaat uit de drie bonustracks ("Wanksta" van de soundtrack van de Eminem-film 8 Mile; "U Not Like Me", een nummer afkomstig van Guess Who's Back, een mixtape/album van 50 Cent uit 2002; "Life's On The Line", een single van het onuitgebrachte album uit 1999 van 50 Cent, genaamd Power of the Dollar).
Er verscheen ook nog een gecensureerde versie van het album. In deze versie zijn alle verwijzingen naar drugs, seks en geweld weggeknipt. De track "Heat" is compleet van het album geschrapt, vanwege de gewelddadige tekst de hele track door, en een beat die een pistool geluid bevat.
Op het album worden onder andere de artiesten Ja Rule, Irv Gotti, Cadillac Tah, en Black Child door 50 Cent gedisst, met name in de door Dr. Dre geproduceerde track "Back Down".
Van het album kwamen vier officiële singles uit ("In da Club", "21 Questions", "P.I.M.P." en "If I Can't)". Van de tracks "Many Men" en "Heat" verschenen ook nog video's. "Patiently Waiting" met Eminem heeft een live-video die vaak als video wordt gebruikt. Ook de tracks "What Up Gangsta" en "Back Down" maakten samen met alle bovengenoemde tracks entrees in enkele Billboard charts, met name de 'Hot Ringtones'.

## Verkoop
Get Rich or Die Tryin'  verkocht in de eerste week na zijn release 872.000 platen in de VS. Het album kwam daarmee binnen op 1 in de Billboard 200 en bleef daar 6 weken. Met 6,3 miljoen platen verkocht aan het eind van het jaar was Get Rich or Die Tryin'  het beste album van 2003 in de VS. Het album verkocht ongeveer 11 miljoen platen wereldwijd.

## Tracklist
| #  | Titel                              | Producer(s)             | Andere Artiest(en)   | Tijd |
| -- | ---------------------------------- | ----------------------- | -------------------- | ---- |
| 1  | "Intro"                            | Geen                    |                      | 0:06 |
| 2  | "What Up Gangsta"                  | Rob "Reef" Tewlow       |                      | 2:59 |
| 3  | "Patiently Waiting"                | Eminem                  | Eminem               | 4:48 |
| 4  | "Many Men"                         | Darrell "Digga" Branch  |                      | 4:16 |
| 5  | "In da Club"                       | Dr. Dre & Mike Elizondo |                      | 3:13 |
| 6  | "High All The Time"                | DJ Rad                  |                      | 4:29 |
| 7  | "Heat"                             | Dr. Dre                 |                      | 4:14 |
| 8  | "If I Can't"                       | Dr. Dre                 |                      | 3:16 |
| 9  | "Blood Hound"                      | Sean Blaze              | Young Buck           | 4:00 |
| 10 | "Back Down"                        | Dr. Dre                 |                      | 4:03 |
| 11 | "P.I.M.P."                         | Mr. Porter              |                      | 4:09 |
| 12 | "Like My Style"                    | Rockwilder              | Tony Yayo            | 3:13 |
| 13 | "Poor Lil' Rich"                   | Sha Money XL            |                      | 3:19 |
| 14 | "21 Questions"                     | Midi Mafia              | Nate Dogg            | 3:44 |
| 15 | "Don't Push Me"                    | Eminem                  | Lloyd Banks & Eminem | 4:08 |
| 16 | "Gotta Make It To Heaven"          | Megahertz               |                      | 4:00 |
| 17 | "Wanksta" (Bonus track)            | John "J-Praize" Freeman |                      | 3:39 |
| 18 | "U Not Like Me" (Bonus track)      | Red Spyda               |                      | 4:15 |
| 19 | "Life's On The Line" (Bonus track) | Terence Dudley          |                      | 3:38 |

## Single Charts
De volgende nummers verschenen in de hitlijsten. "Life's On The Line" verscheen in 1999 als single van 50 Cents nooit uitgebrachte album Power of the Dollar, en "Wanksta" verscheen als tweede single van de soundtrack van Eminems film 8 Mile, dus de twee nummers zijn niet in dienst als single van Get Rich or Die Tryin', hoewel ze er wel als bonusstracks op verschijnen.
| Nummer               | VS Hot 100 | VS R&B & Hip-Hop | VS Rap | UK Singles Chart | NL Top 40 | BE Ultratop 50 | DU Top 100 | FR Top 40 | ZW Top 100 | AUS Top 50 |
| -------------------- | ---------- | ---------------- | ------ | ---------------- | --------- | -------------- | ---------- | --------- | ---------- | ---------- |
| "Life's On The Line" | —          | —                | 37     | —                | —         | —              | —          | —         | —          | —          |
| "Wanksta"            | 13         | 4                | 3      | —                | —         | —              | —          | —         | —          | —          |
| "In da Club"         | 1          | 1                | 1      | 3                | 2         | 2              | 1          | 16        | 1          | 1          |
| "21 Questions"       | 1          | 1                | 1      | 4                | 8         | 37             | 34         | 58        | 14         | 4          |
| "P.I.M.P."           | 3          | 2                | 1      | 5                | 8         | 10             | 5          | 25        | 4          | 1          |
| "If I Can't          | 76         | 34               | 15     | 10               | 25        | 24             | 34         | —         | 15         | 22         |
| "What Up Gangsta"    | —          | 26               | 16     | —                | —         | —              | —          | —         | —          | —          |
| "Patienly Waiting"   | —          | 56               | —      | —                | —         | —              | —          | —         | —          | —          |

Onder deze naam bracht 50 Cent in 2005 ook een film Get Rich or Die Tryin' uit. Een film die voor een groot deel overeenkomt met zijn levensverhaal, het drugsdealen en het uit het drugsmilieu raken om te rappen, met alle gevolgen van dien.